# 스캣맨 크로더스

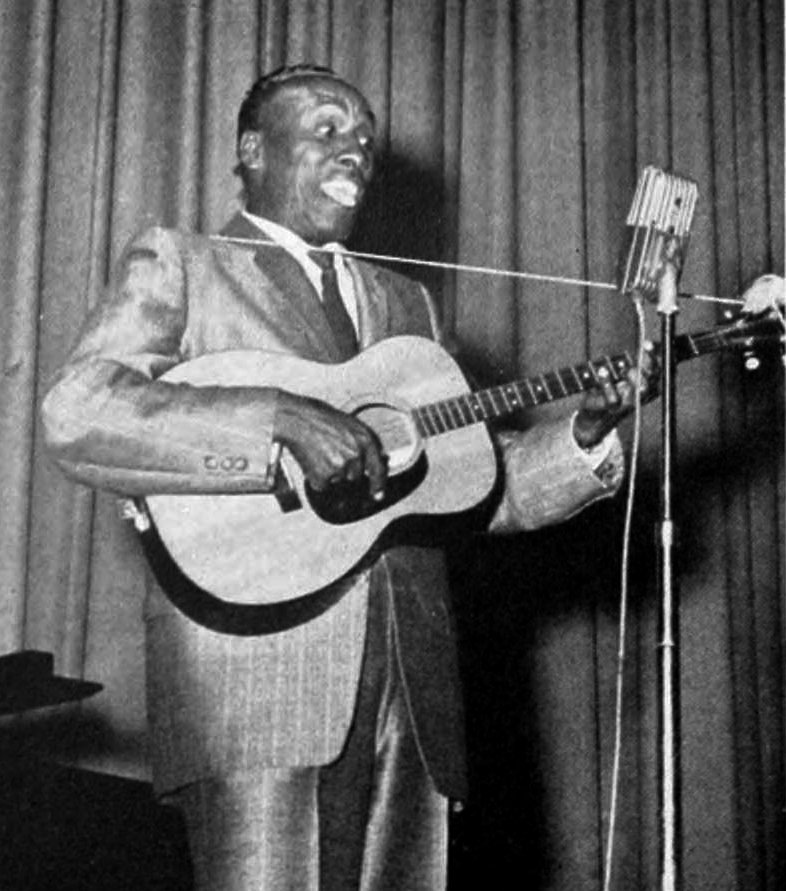

스캣맨 크로더스(Scatman Crothers, 1910년 5월 23일 ~ 1986년 11월 22일)는 미국의 배우, 작곡가, 가수, 영화배우, 텔레비전 배우, 성우, 댄서이다.
인디애나주에서 태어났으며 밴나이즈에서 사망하였다. 사인은 폐암이다.  포리스트 론 메모리얼 파크에 매장되었다.

## 영화
- 트랜스포머 더 무비 (1986년) - 재즈 목소리 역
- 머나먼 시애틀 (1985년)
- 트랜스포머 - 시리즈 (1984년) - 재즈 목소리 역
- 환상의 듀엣 (1983년)
- 환상 특급 (1983년)
- 공포의 눈동자 (1982년)
- 바니의 소동 (1982년)
- 브론코 빌리 (1980년)
- 샤이닝 (1980년) - 딕 홀로랜 역
- 장작더미 고양이 반조 (1979년)
- 카사블랑카의 살인 (1978년)
- 베가스 (1978년)
- 골치 아픈 개 블루스 (1978년)
- 사랑의 유람선 (1977년)
- 뿌리 (1977년)
- 스테이 헝그리 (1976년)
- 마지막 총잡이 (1976년)
- 실버 스트릭 (1976년) - 랠스턴 역
- 쿤스킨 (1975년)
- 린다 러브레이스를 대통령으로 (1975년)
- 포춘 (1975년)
- 뻐꾸기 둥지 위로 날아간 새 (1975년) - 터클 역
- 지옥의 신디 케이트 (1973년)
- 킹 오브 마빈 가든스 (1972년)
- 레이디 싱스 더 블루스 (1972년)
- 위대한 희망 (1970년)
- 기관총 엄마 (1970년)
- 아리스토캣 (1970년)
- 헬로 돌리 (1969년)
- 싸이코 드라마 (1969년)
- 쓰리 온 어 코치 (1966년)
- 보석 같은 가족 (1965년)
- 팻시 (1964년)
- 더 씬스 오브 레이첼 케이드 (1961년)
- 타잔 - 고든 스콧 편 4 (1958년)
- 이스트 오브 수마트라 (1953년)
- 워킹 마이 베이비 백 홈 (1953년)